# Christian Brockmeier
Christian Brockmeier (* 19. Dezember 1959 in Nordhorn) ist ein deutscher Jazzpianist.

## Leben
Brockmeier begann im Alter von fünf Jahren mit dem Klavierspiel. Nach einer klassischen Grundausbildung folgten 1971 erste Improvisationen. Seither bildete er sich autodidaktisch in Richtung Jazz und Rock/Pop weiter. Seine erste Band gründete er 1974. 1978 gewann er den zweiten, 1979 dann den ersten Preis beim Wettbewerb „Jugend jazzt“. Seit 1980 ist Brockmeier professioneller Musiker.
Seitdem arbeitete Brockmeier u. a. mit Larry Coryell, Emily Remler, Carlo Mombelli, Wolfgang Lackerschmid, Mick Abrahams, Albie Donnelly, John C. Marshall, Ulla Meinecke, Silvia Droste, Helge Schneider, Lydie Auvray, Georg Ringsgwandl, Julian Dawson, Wolfgang Engstfeld, Reiner Winterschladen und Hartmut Kracht zusammen.
Außerdem tourte er mit Supersession, Klaus Lage und Chris Farlowe. Er war Gründungsmitglied der Band Stoppok um den Songwriter Stefan Stoppok und der Band Mickey’s Monkey Party des Schlagzeugers und Sängers Mickey Neher.
Gemeinsam mit Peter Eisold gründete er das Timber Trio. Des Weiteren arbeitete er als Dozent, Studiomusiker, Ballett-Korrepetitor und Produzent.
1985 zog sich Brockmeier für zwei Jahre zurück und begann unter dem Einfluss von ethnischer Musik aus Indien und Afrika an der Entwicklung einer eigenen Stilistik zu arbeiten. Hauptresultat dieser Bemühungen war seine Solo-CD Reflections und das Projekt Brockmeiers Welt, in dem er mit Instrumenten wie Shakuhachi, Drehleier, Surdu, Berimbao, indischem Harmonium und Obertongesang arbeitete. Mitte der 1990er gründete er ein Trio mit Alexander Morsey (b – Münster) und Christian Thomé (dr – Köln). Aus dieser Arbeit entspringen zahlreiche Eigenkompositionen.
Diese Musik ist eine postmoderne Mischung aus ethnisch-energetischen, meditativen sowie Jazz-, Blues- und Popelementen. Einfache Themen und Ostinati werden wie in der afrikanischen Tradition weiterentwickelt und in sich selbst verwandelt, aber es gibt auch die Langmut und das Fließende indischer großer Spannungsbögen sowie die Improvisation des Jazz. Mittlerweile steht Brockmeier auch ab und zu wieder mit „reinen“ Jazzprojekten auf der Bühne.

## Diskographische Hinweise
- Stoppok: Saure Drops und Schokoroll, Nie Genug, div. Singles
- Supersession: Welcome & Alive, Supersession feat. Wayne Bartlett
- Lydie Auvray: D'accord
- JugendJazzOrchester NRW: Back to the Roots
- Dortmunder Jazzensemble: Fun
- Vusi Thusi: Qhubeka
- Party Popes: Holy Hip
- Mickey’s Monkey Party: Welcome, Wake Up, Volume Dry
- Christian Brockmeier solo: Reflections